# Port lotniczy Tucumán
Port lotniczy Tucumán – port lotniczy położony 9,8 km na wschód od Tucumán, w prowincji Tucumán, w Argentynie.

## Linie lotnicze i połączenia
- Aerolíneas Argentinas (Buenos Aires-Ezeiza, Buenos Aires-Jorge Newbery, Córdoba)
- Flybondi (Palomar)
- LATAM Chile (Bariloche, Buenos Aires-Jorge Newbery, Lima, Santiago de Chile, São Paulo-Guarulhos)
- Omni Air International (Buenos Aires-Jorge Newbery, Salta)